# Samnyasin
Samnyasin, samnyasi, sannyāsin o saṃnyāsin (devanāgarī: संन्यासिन्) és un terme sànscrit que significa renunciant, practicant de samnyasa (renunciació de la vida ordinària portant l'atenció cap a la divinitat). El terme apareix per primera vegada al Mundaka-upanishad.
En la tradició de sanātana Dharma (hinduisme), una persona que ha rebut la iniciació diksha del seu mestre espiritual (guru) que presideix la cerimònia d'iniciació monàstica del seu llinatge, oficialitzada per un braman (sacerdot). Durant la cerimònia davant el foc sagrat d'Agni, el guru li atorga el nom monàstic al principiant (normalment el títol de Swami, seguit del nom del llinatge) així com els atributs que són: el danda (el bastó del pelegrí), el kamandalu (l'olla d'aigua), el kaupīnam (la tira de tela que fa de calçotets) i el kavi (el vestit taronja). La cerimònia acaba amb el cant del mantra gayatri.
El samnyāsin, en principi, manté a una vida errant, visitant llocs sagrats i ashram tot renunciant als fruits de l'acció i dedicant la vida a la realització de Brahman (la realització del Jo superior). És «l'home que, des de la profunditat del seu ésser, no desitja res, no projecta res, no posseeix res que, com els déus, viu en un estat de meditació contínua a partir del qual sorgeix una força de resplendor i acció inimaginable en un estat humà habitual».